# Ivan Krastev (luchador)
Ivan Krastev (Nova Zagora, Bulgaria, 29 de abril de 1946) es un deportista búlgaro retirado especialista en lucha libre olímpica donde llegó a ser medallista de bronce olímpico en Múnich 1972.

## Carrera deportiva
En los Juegos Olímpicos de 1972 celebrados en Múnich ganó la medalla de bronce en lucha libre olímpica de pesos de hasta 62 kg, tras el luchador soviético Zagalav Abdulbekov (oro) y el turco Vehbi Akdağ (plata).